# 仙台初売り

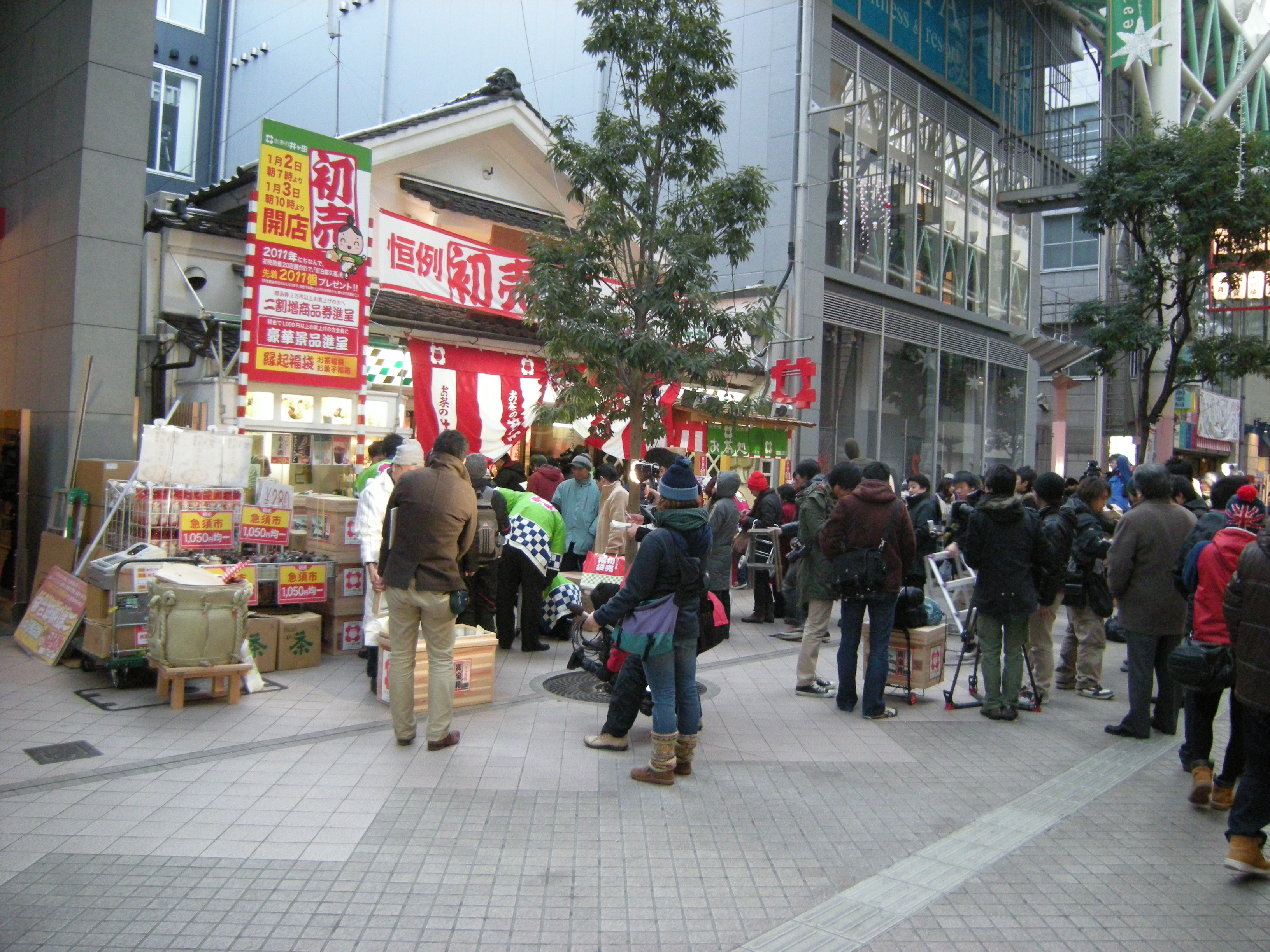
2011年（平成23年）1月2日午前7時頃（開店直後）のお茶の井ヶ田一番町本店の様子。先着100人の客には、品物が詰め合わせられた縁起物のお茶箱が渡される。同店は仙台初売りの名物となっており、左側では一番乗りの客がお茶箱と共に地元TV局の取材を受けている。

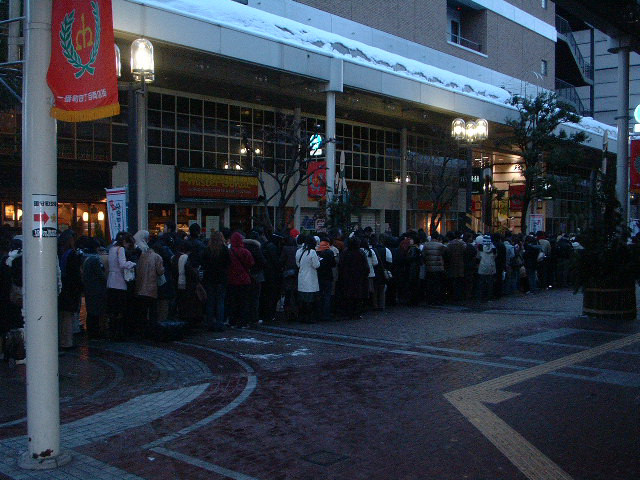
日の出の頃には既に長い列ができている。

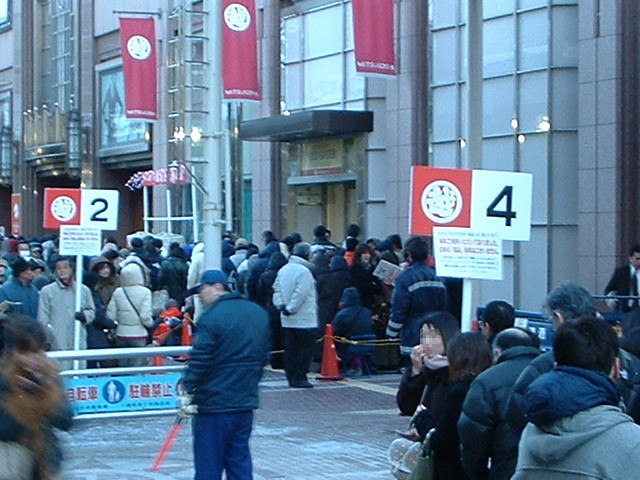
アーケードが、並ぶ市民でうめつくされる。

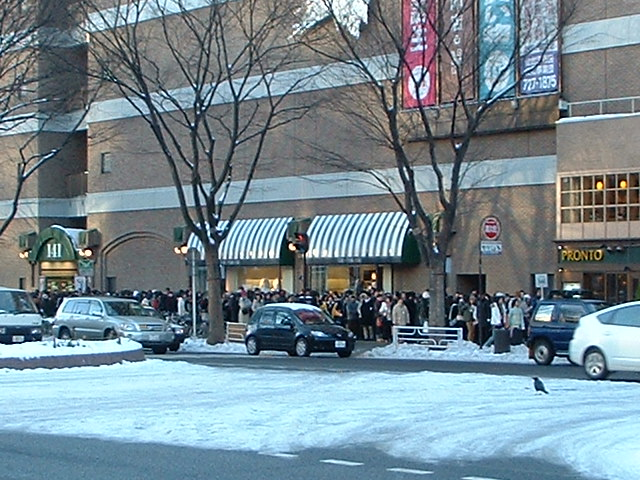
列は長く伸びて1ブロックを囲んでしまうほど。

仙台初売り（せんだいはつうり）は、宮城県仙台市で年初に行われる伝統行事である。歴史的には江戸時代から続く商習慣であり、豪華な景品や特典が特徴である。豪華な景品や特典を付ける販売方法については、公正取引委員会がこの初売りを伝統行事とみなして、新年3日以内の特例を旧仙台藩領に当たる地域に認めていたほどだった。
現在の仙台初売りは、仙台市の中心部の商店街で特に盛大に行われており、景品目当てに大晦日の夜から並ぶ者もいる。一番町や中央通りのアーケード街では、開店前に甘酒などが振る舞われる様子が見られる。1月2日から開催されるのが一般的であるが、1月1日に通常営業を行って1月2日から初売りを行う店舗、あるいは自動車ディーラーやハウスメーカーを中心に正月休み明けの最初の営業日（1月4日など）から数日間、初売りとする店舗もある。また、1月1日から初売りを行う店舗も少数ながらある。近県からの誘客キャンペーンも実施されている。

## 景品表示法の特例
仙台初売りに係る景品表示法の特例があった。かつて景品の限度額は「取引額の10分の1」までだった。しかし、仙台初売りにおける景品額の上限は、正月の3日以内に限り「取引額の10分の2（ただし5万円以下）」まで、特例として公正取引委員会に認められていた。また、500円以下の景品を提供する場合は取引額の10分の2を超えても良いとされた。ただし現行法では、特例に関わらず取引額の10分の2までの景品は認められている。
以下の自治体が特例地域だった。おおむね、旧仙台藩（旧一関藩含む）の領域で認められていることになっていた。
- 青森県内
  - 黒石市、上北郡七戸町及び三戸郡三戸町
- 岩手県内
  - 気仙郡地域：大船渡市、陸前高田市、住田町
  - 胆沢郡地域：奥州市、金ケ崎町
  - 磐井郡地域：一関市、平泉町
- 宮城県内
  - 全ての地域

## 歴史

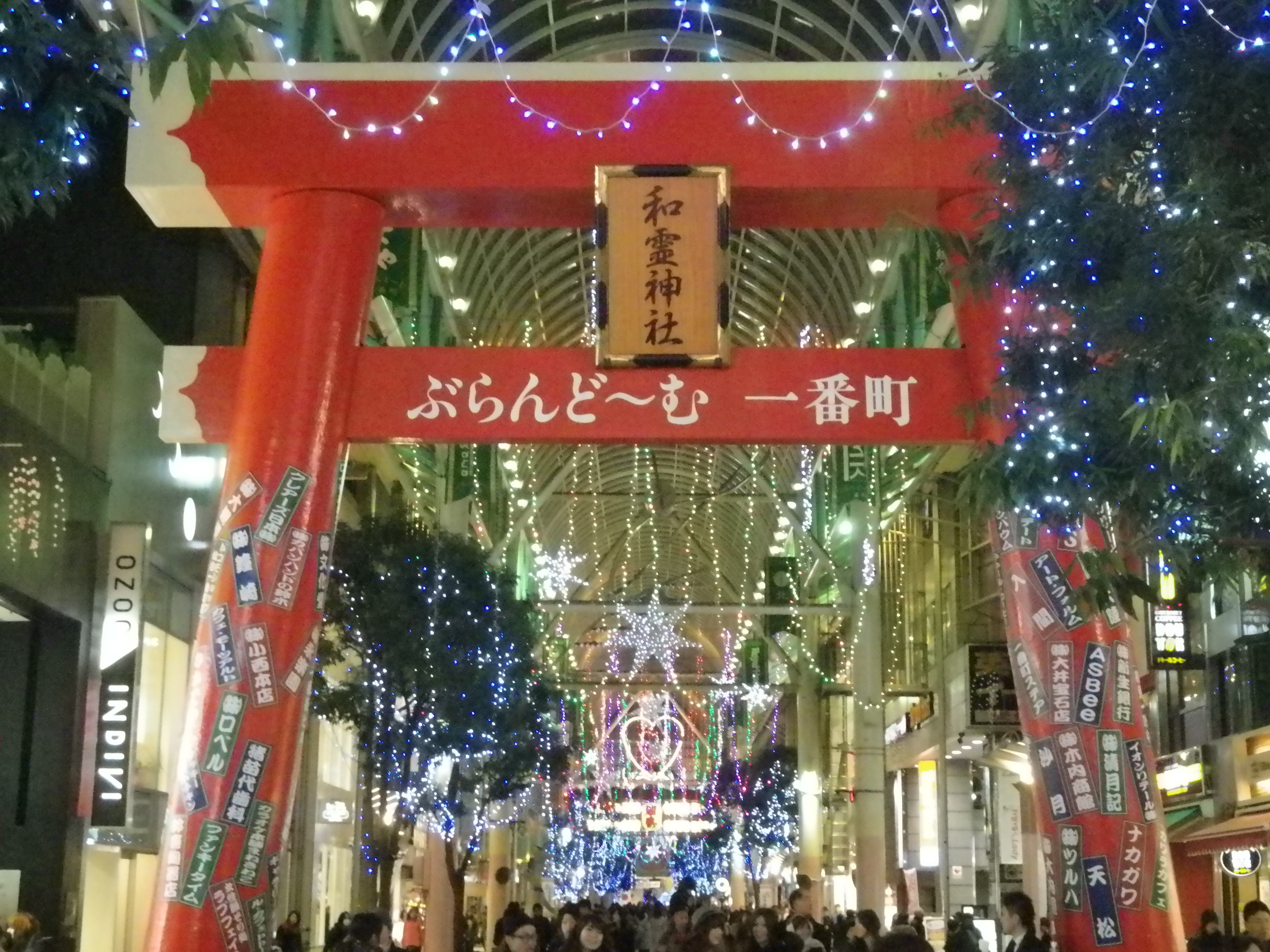
年末の一番町アーケード街（ぶらんど～む一番町）の様子（2012年12月）。
例年12月になると、イルミネーション、仮設の鳥居（写真は沿道の仙台フォーラス屋上にある、伊達氏ゆかりの和霊神社の仮設鳥居）、さらに仙台四郎（サンタクロース姿バルーンや仙台初売りの幟）が飾られ、キリスト教・神道・民間信仰が同居する。
クリスマスが過ぎるとキリスト教的な装飾が外され、初売り期間が終わると鳥居や初売りの幟などが外される。

### 戦国時代 ： 仙台初売りの起源
戦国時代（安土桃山時代）の天正12年（1584年）、伊達輝宗が家督を相続する伊達政宗に向けて書き記した『正月仕置之事』には、「二日　かいそめにて町へ代物五十指越米塩アメオコシ米買い候」とある。すなわち、米沢時代から伊達家には、1月2日に城下で「買い初め」（初買い）をする年中行事があり、対義語である「売り初め」（初売り）も当時からなされていたと考えられている。これが1月2日に「仙台初売り」をする商習慣の起源と考えられている。
政宗は天正19年（1591年）に岩出山城に移り、慶長8年（1603年）に仙台城に初入城するが、城下の御譜代町等も政宗に従って米沢から岩出山、そして仙台へと移った。このため、米沢時代の商習慣も仙台に持ち込まれたと考えられる。
化政文化期（1804年 - 1824年）に書かれた『仙臺年中行事』には、正月2日に「賣初賣買」（うりそめばいかい）とあり、また、「早朝から閉まっている店をたたき起し、買う。値段の高い安いにかかわらず、買う人に景品を出すのが習わし」とある。すなわち、伊達家の年中行事が江戸時代を通じて庶民に浸透したのが1月2日の仙台初売りであり、景品を付ける商習慣もこの時期までに定着していたと考えられる。

### 江戸時代 ： 仲見世（歳の市）の発展
17世紀初頭より仙台城と城下町の建設が始まり、南北道の奥州街道（北側：国分町、南側：南町）と東西道の大町が交差する芭蕉の辻が城下の商業・交通の中心となるが、この大町の肝入となった只野小右衛門は、毎年12月25日から3日間、芭蕉の辻周辺の路上に仮設市の仲見世を開き、賃料を徴収することを仙台藩から許可された。仲見世では肝入が歳徳神（陰陽道）のお札を売り、そのほか正月飾りや年越しの道具が売られていたが、瀬戸物や子供用玩具など商品は多様化し、興行も行われるようになって、城下のみならず、近隣の村々からも大勢の人出があったと言う。
大町を初めとした城下商人は、藩の許可により流通を独占する特権を持った株仲間を形成していたが、江戸時代中期になるとその独占体制が揺らぎ、大町は衰退の危機に直面した。すると天明期（1781年 - 1789年）の後には、仲見世の期間が12月30日（大晦日）まで延長されるようになった。

### 明治以降 ： 歳の市と初売りの共存
明治6年（1873年）の改暦以降、（新暦）1月1日の初詣が盛んになった。また、仲見世は12月31日（大晦日）まで延長され、1月2日は初売（売り初め・買い初め）・初荷という年中行事になっていくが、旧暦でもこれらは行われたため年2回の開催となる。その後、仲見世の開催場所は新興商業地区の東一番丁や南町通りへと移り、「歳の市」（としのいち）と呼ばれるようになった。
明治20年代になると歳の市では各種小屋掛興行や活動写真・軽業などの興行が行われて仙台を代表する祭りの1つとして発展、開催場所も市街中心部全般に広がって、期間も1月2日まで延長された。これで「歳の市」という祭りが「初売り」と共存することになり、景物（景品）が出される初売りの1月2日の午前3時には過ぎには店頭に黒山の人だかりが生じ、午前4時頃の開店で店はごった返すようになった。
歳の市は明治末期から大正初期に全盛期を迎えるが、1919年（大正8年）3月2日に発生した南町大火により、中心的な会場となっていた南町通り周辺は焼き尽くされてしまう。市は復興に合わせて市区改正を実施し、さらに1926年（大正15年）に仙台市電を開業させた。路面電車の軌道敷設に合わせて拡幅された道路が縦横に走るようになった昭和初期の市街地では、歳の市は4箇所（東一番丁、東二・三番丁、北一番丁、南町通り）で分散開催されるようになった。また、藤崎や三越仙台支店（現仙台三越）といった百貨店の開業により、仮設市の歳の市は大型店のクリスマスセール、歳末セール、初売りと競合することになった。

### 戦中・戦後 ： 歳の市の衰退
1937年（昭和12年）に日中戦争が始まり、翌年国家総動員法が制定されると、統制経済下で物資は配給になってしまい、歳の市は縮小していった。1940年（昭和15年）には東一番丁と元寺小路のみでの開催となり、1944年（昭和19年）には東一番丁で10軒だけとなった。

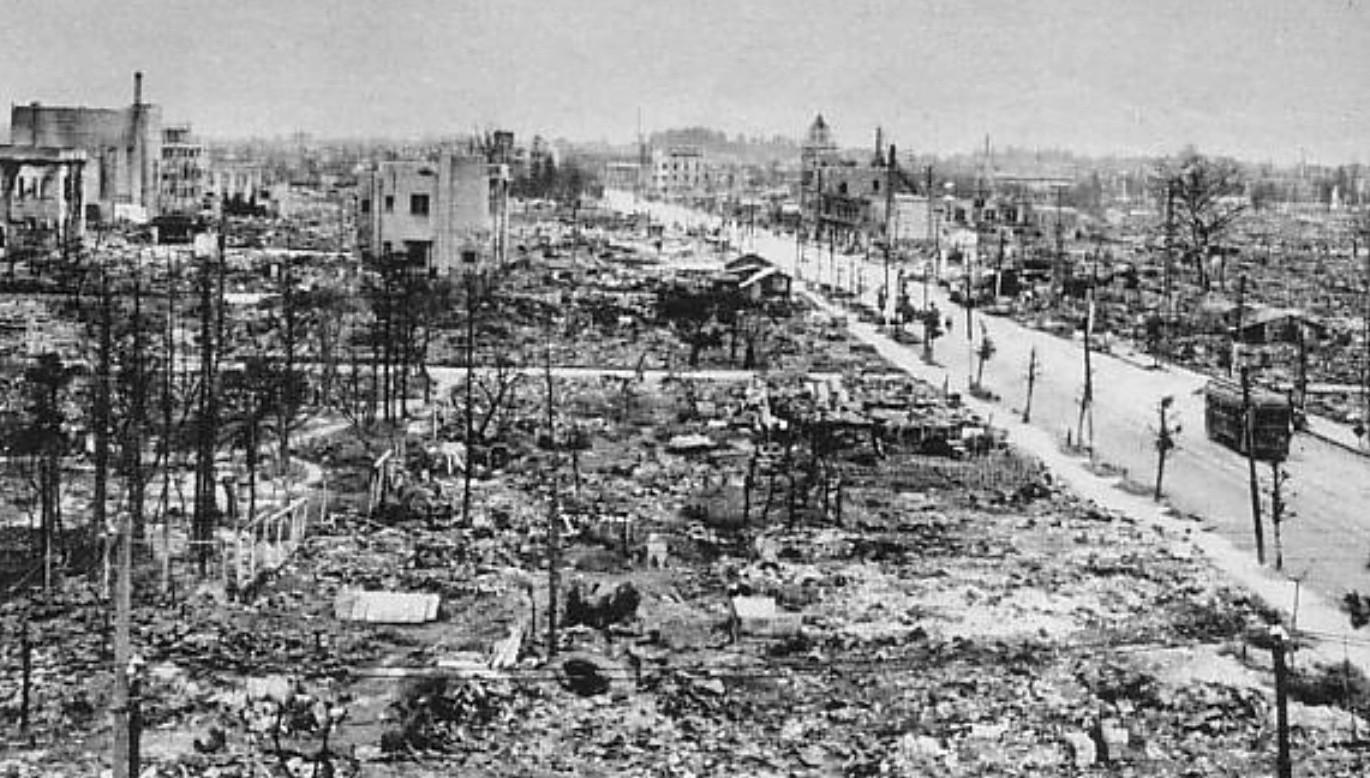
空襲から約2ヶ月後の仙台市街地（1945年9月18日撮影）

1945年（昭和20年）7月10日の仙台空襲により焼け野原となった仙台市街地では、終戦後の9月には仙台駅から宮城野橋（X橋）にかけて大規模な闇市が形成された。また同月、アメリカ軍が宮城県に進駐を開始した。そのような中でも、12月25日から歳の市が開催された。出店希望は500店に及び、歳の市始まって以来の大盛況となったものの、正月飾りなどを扱う店は十数店しかなく、ほとんどが食品や生活物資の店だった。他方、藤崎と三越は1946年（昭和21年）の正月三が日を休業とし、初売りは実施できなかった。
1947年（昭和22年）になると、交通事故防止の理由から歳の市は裏道の南光院丁での開催（12月25日～1月2日）となり、賑わいを失った。その一方、仙台商工会議所が全市商店街に呼びかけて1948年（昭和23年）12月6日から翌年1月6日まで開催した歳末商工祭では、クリスマス飾り付けコンクールや町内連合の福引（特賞はミシン）が実施され、話題を呼んだ。
1949年（昭和24年）に共に全館営業再開となった藤崎と三越では、1950年（昭和25年）1月2日の初売りにおいて何度も入場制限するほど活況を呈し、東一番丁の商店街も身動き出来ないほどの人出で埋まった。同年末、歳の市は新設された青葉通りでの開催となったが、かつてのような賑わいを取り戻すことは出来なかった。
このように、戦中および戦後占領期を通じて仙台の年末年始の商業の活況は、歳の市から、デパートや商店街のクリスマスセール・歳末セール・初売りへと移る結果となった。
なお、歳の市は、仙台市では新暦・旧暦ともに昭和40年代に消滅したが、旧仙台藩北部にあたる岩手県南部から宮城県北部のいくつかの都市では旧暦年末開催が消滅したものの、新暦年末に数日間開催される例がある。

### 高度成長期前半 ： 年末大売出しと初売りの発展
1951年（昭和26年）の年末大売出しから12年間、商工会議所主催の全市共通くじ引き（1951年度の特賞は30万円）が実施された。終戦後のハイパーインフレーションほどではないとは言えインフレーションが続く中、戦後復興のため発行された宝くじと同様、一攫千金の夢を与える年末大売出しに対し、初売りでは景品の豪華さを競い合うようになった。特に空の茶箱は衣類の保管箱として人気になり、茶屋同士の競争が熾烈となって、布団や茶箪笥まで景品とするほど豪華になった。
高度経済成長期（1954年12月 - 1973年11月）に入って、全国的にも高額景品を付けたり1万円つかみ取りなどの射幸心を煽る販売方法が広まり、中小企業の経営を圧迫しかねないなどの問題が生じてきたため1962年（昭和37年）、不当景品類及び不当表示防止法（景品表示法）が成立し、景品規制が始まった。

### 景品表示法施行 ： 中心部における大型店と商店街の対立
景品表示法への仙台での対応は詳細不明だが、1963年（昭和38年）と1964年（昭和39年）の初売りは1月3日に変更となった。
1960年代の仙台ではスーパーマーケットが急増し、エンドーチェーン仙台駅前店のような大型店も開店した。また、藤崎・三越・丸光の3つの百貨店が増床競争を繰り広げ、東一番丁に続いて中央通り（大町・新伝馬町・名掛丁）もアーケード街となった。このような流通競争の中で初売りは、1965年（昭和40年）には1月2日に戻されることになった。
1973年（昭和48年）の年末から始まるオイルショックにより日本の高度経済成長は終焉を迎え、1974年（昭和49年）は不景気の中で狂乱物価に見舞われた。1975年（昭和50年）から初売りは再び1月3日に変更された。これは労働者福祉が理由とされるが、東北新幹線の建設開始で十字屋仙台店、ダイエー仙台店、ジャスコ仙台店（現・仙台フォーラス）と、大型店が続々進出する状況への対抗という面もあったとされる。

### バブル崩壊以降 ： 郊外大型店と中心商業地区の対立
この時期までに仙台近郊の大型店やロードサイド店は、1月1日や1月2日から初売りを開始するようになっていた。その影響からか中心部商店街の初売りに来る客が減ったことなどから、バブル崩壊後の1995年（平成7年）、初売りが1月2日に戻された。ところが、約20年ぶりの2日実施には戸惑いもあり、消費者と商業者共に不評だった。そのため1996年（平成8年）は1月3日として合意されたが、小売店側で対応が分かれ、2日と3日に開始日が分裂した。
1997年（平成9年）から1999年（平成11年）までの3年間は2日実施となったが、この間、大型店やロードサイド店では1月1日に初売りをする事が多くなった。このため、市民や商店街から「なぜ元日に初売りをするのか」との厳しい声が聞かれるようになった。

### 大店立地法施行 ： 通常営業と仙台初売りの分離

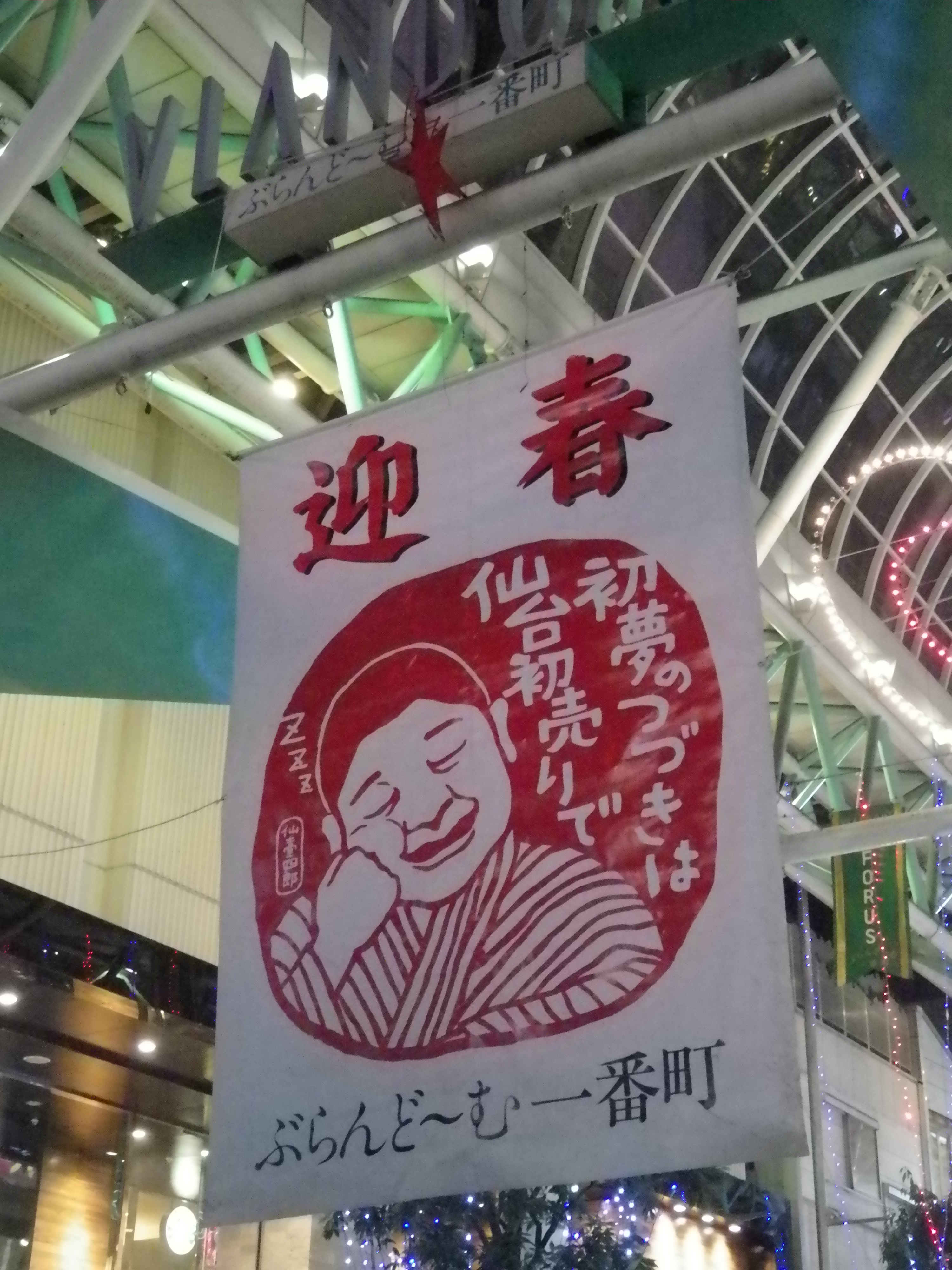
仙台初売りを知らせる幟（2012年12月）。2002年より仙台四郎が仙台初売りのイメージキャラクターとなっている。

2000年（平成12年）、大規模小売店舗立地法（大店立地法）施行により攻勢に出るイオングループが、翌年から元日初売りを実施すると表明した。イオン側と仙台商工会議所のトップ会談により元日初売りは回避されたが、これを機に地元では検討会がたちあげられ、「仙台初売り」の再定義やブランド化が行われた。すなわち、「仙台初売り」のイメージキャラクターに仙台四郎を据え、インターネットや新聞などでPR活動を実施することになり、2003年（平成15年）より「元日：通常営業、2日：仙台初売り」が受け入れられた。これ以降、仙台市内では元日初売りを行う大型店が激減した。
2008年（平成20年）の仙台市民を対象とする調査では、元日通常営業に行った者は漸増傾向を見せ、約2割が利用している。一方、仙台初売りに行った者は約4割で、仙台市都心部15%、仙台市郊外25%、地元商店街7%の概数となっている。
なお、支店経済都市かつ学生が多い仙台市は帰省による人口流動が大きく、円高期には海外旅行も増えるため、年末年始に市民が減少する傾向がもともとある上、規制緩和により2000年代に始まった高速バスやツアーバスの低廉化で首都圏の1月1日の初売りへの流出もある。

### インターネットの普及 ： 現実空間と仮想空間の乖離
インターネットの普及により、メガネ業界の初売り割増商品券や家電量販店の福袋などが12月よりネット予約が出来るようになり（実際の受け取りは年明け以降）、ネット通販では1月1日午前0時から初売りが始まるようになってきており、現実空間での初売りの形と仮想空間のそれとの間で差異が生じてきている。

### 年表
- 天正12年（1584年）
  - 10月、伊達輝宗から息子・伊達政宗に家督が相続された。
  - 12月、輝宗が政宗のために『正月仕置之事』を書き記した[21]。「二日　かいそめにて町へ代物五十指越米塩アメオコシ米買い候」と記されている[5]。
- 慶長5年12月24日（1601年1月28日）、仙台城の築城が始まった。合わせて、城下町の建設も開始。
- 化政文化期（1804年 - 1824年）に発行された『仙臺年中行事』（嘉永2年（1849年）の『仙臺年中行事大意』にも同様）に、正月2日に「賣初賣買」（うりそめばいかい）とあり、また、「早朝から閉まっている店をたたき起し、買う。値段の高い安いにかかわらず、買う人に景品を出すのが習わし」とある[7][6]
- 1873年（明治6年）1月1日、旧暦（太陰太陽暦・天保暦）の明治5年12月2日の翌日にあたる同日を以って新暦（太陽暦・グレゴリオ暦）に改暦。
- 1935年（昭和10年）、お茶の井ヶ田が、初売りのおまけに「空の茶箱」をつけた[16]。
- 1962年（昭和37年）5月15日、不当景品類及び不当表示防止法（景品表示法）が成立し、「仙台初売り」のような豪華な景品や特典を付ける販売方法が法に抵触するおそれがでてきた[18]。
- 1963年（昭和38年）、「仙台初売り」の開始日を1月3日に変更[18]。
- 1965年（昭和40年）、「仙台初売り」の開始日を1月2日に変更[18]。
- 1975年（昭和50年）、「仙台初売り」の開始日を1月3日に変更[19]。
- 1977年（昭和52年）、公正取引委員会が「仙台初売り」の特例を定めた[16]。
- 1978年（昭和53年）、公正取引委員会が「仙台初売り」における景品の最高額を5万円と定めた[18]。
- 1995年（平成7年）、「仙台初売り」の開始日を1月2日に変更[19]。
- 1996年（平成8年）、「仙台初売り」の開始日が1月2日と3日に分裂[19]。
- 1997年（平成9年）、「仙台初売り」の開始日を1月2日に統一[19]。
- 2000年（平成12年）
  - 6月1日、大規模小売店舗立地法（大店立地法）施行。
  - 11月、ジャスコ株式会社（現：イオン株式会社）社長の岡田元也が仙台商工会議所を訪れ、翌年より元日初売りを行うと表明[6][19][注釈 3]。その後、同所会頭とのトップ会談等により、ジャスコの元日初売りを見送る替わりに、「仙台初売り」を改善するための検討の場を設置することになった[19]。
- 2001年（平成13年）
  - 4月、「仙台初売りを考える会」設置[19]。
  - 9月、「仙台初売りをよりよくする検討会」設置[19]。
- 2002年（平成14年）
  - 同年の仙台初売りより、メインキャラクター「仙台四郎」の幟、ステッカー、縁起記念品を作製・配布[19]。
  - 同年より、仙台市民1000人を対象にして仙台初売りのモニター調査を実施[20]。
  - 4月 「元旦通常営業を考える会」設置[19]。
  - 国民（6歳以上）のインターネット人口普及率が初めて半数を超えた[注釈 5]。
- 2003年（平成15年）
  - 元日の通常営業が容認された（仙台初売りの開始日は1月2日）[19]。
  - 河北Weekly「仙台初売り特集号」の発行開始[19]。
  - 公式サイト「仙台初売りドット混む」を開設[19]。
- 2004年（平成16年）より、仙台市交通局「仙台初売り」スキップカードを作製・販売[19]。
- 2005年（平成17年）4月、仙台市内郊外部を束ねる「みやぎ仙台商工会[22][注釈 6]」が、仙台初売りの開始日の自由化を発表[19]。これに対し、仙台商工会議所会頭が各社を個別に回って「元日：通常営業、2日：仙台初売り」を要請し、了解を得た[19]。
- 2009年（平成21年）9月1日、景品表示法の所管が消費者庁に全面移管された。
- 2020年（令和2年）11月、新型コロナウイルス感染症感染拡大防止の観点から主要店舗の2021年の初売り期日の延長や一部福袋が事前予約になることが発表された[23]。

## 仙台初売りを実施している主な店舗、商店街
- お茶の井ヶ田　福茶箱が有名
- 藤崎
- 仙台三越
- エスパル
- 仙台パルコ
- EBeanS
- 仙台フォーラス
- ロフト
- さくら野百貨店　2017年 閉店
- ヨドバシカメラマルチメディア仙台
- ドン・キホーテ
- セルバ
- 仙台泉プレミアム・アウトレット
- 三井アウトレットパーク 仙台港
- ザ・モール仙台長町
- ララガーデン長町
- メガネの相沢
- 利久
- マツモトキヨシ
- ツルハドラッグ
- サンドラッグ
- AOKI
- ニトリ
- イオン
- ヨークベニマル
- IKEA
- 一番町四丁目商店街
- ぶらんどーむ一番町商店街
- サンモール一番町商店街
- マーブルロードおおまち商店街
- クリスロード商店街
- ハピナ名掛丁商店街

その他コンビニやスーパーマーケット、商店街や小売店などで実施している店舗もある

## 交通への影響

### 1月1日
仙台市都心部では、元日通常営業を標榜する大型店、コンビニエンスストア、娯楽施設を除くほぼ全ての店舗で元日は休業する。このため、都心部の昼間人口が極端に減少する年が多く、各種交通機関は特別ダイヤ体制をとる。例えば、仙台市営バスでは、初詣関連路線を除くほぼ全路線が間引きダイヤとなっている。

### 1月2日
JR東北本線では、仙台駅に5時台の早い時間帯に到着するような臨時列車「開運仙台初売り号」が運行される。